# Коренёво (платформа)
Коренёво — остановочный пункт Казанского направления Московской железной дороги в одноимённом микрорайоне пгт Красково городского округа Люберцы Московской области.
Единственная островная пассажирская платформа. Переход пассажиров на платформу осуществляется по настилам через пути. Не оборудована турникетами. С 14 декабря 2014 года остановка оборудована для экспрессов по маршруту Москва — Куровская (2 пары, и обратно).
Западнее платформы — путепровод через автодорогу, соединяющую посёлки Коренёво и Малаховка. К востоку от платформы происходит смена движения с левостороннего, характерного для Рязанского направления, на правостороннее, пути перекрещиваются в разных уровнях.
Время движения от Казанского вокзала — 45 минут.

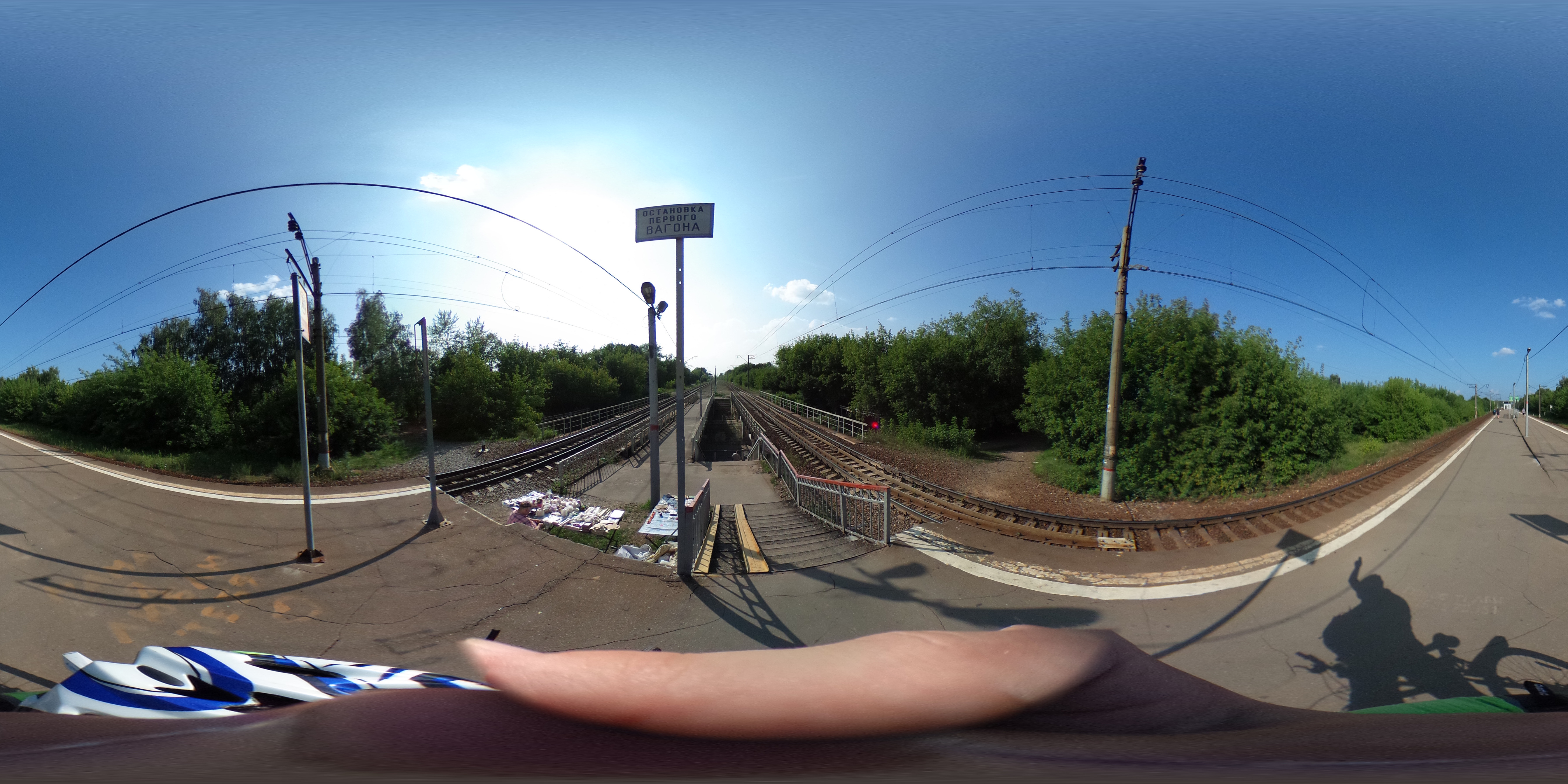
Выход с платформы